# Cassien d'Autun
Pour les articles homonymes, voir Cassien.
Cassien d'Autun -Cassianus, est un évêque, né à Alexandrie en Égypte et mort martyr à Autun, en France, le 5 août 355 et inhumé en ce lieu.

## Biographie
Né, selon certains à Alexandrie en Égypte dans une famille aisée, il fut instruit de la foi chrétienne par Saint-Théon, martyr. Il aurait reçu la fonction épiscopale en Égypte dans une ville que certains auteurs appellent Orlhe, en Égypte, ou Orlhosie, en Phénicie.
C'est à la suite de la paix de Constantin qu'il eut une vision et décida de s'embarquer avec quelques compagnons pour venir évangéliser les Bretons. Passant à Autun, il devient l'adjoint de Saint Rhétice d'Autun, évêque des lieux.
Élu évêque d'Autun à la mort de Rhétice, il poursuivit l'évangélisation des Éduens et rendit son âme à Dieu le 5 août de 355 après vingt années d'épiscopat. Il fut inhumé au polyandre de Saint-Pierre l'Étrier sur la via strata. Grégoire de Tours, qui vint à Autun deux siècles et demi après sa disparition, dit avoir vu une grande vénération sur son tombeau. La poussière de pierre de son sépulcre passait pour guérir tous les maux, aussi son sarcophage était-il percé du temps de Grégoire.
Saint-Germain d'Auxerre se rendant en Italie s'arrêta sur la tombe de son éminent confrère faite de marbre blanc avec une croix noire. Il se mit en prière et entra, dit-on, en conversation avec le saint défunt. Dialogue que put entendre l'assistance, suivant la chronique de Constance, auteur de la vie de ce Saint auxerrois.
L'Abbé de Saint-Quentin en Vermandois désirant obtenir une partie des reliques de ce saint qui faisait grands miracles en fit la demande à l'évêque d'Autun Modon. Il obtint une partie du corps saint qui fut transportée dans son monastère vers l'an 820. Charles le Chauve fit faire un magnifique reliquaire entreposé dans la crypte de la Basilique de Saint-Quentin. Une église Saint-Quentin, existant à Autun depuis le IXe siècle et démolie à la Révolution atteste d'un très probable échange de reliques des deux saints entre l'évêque d'Autun et l'abbé. 

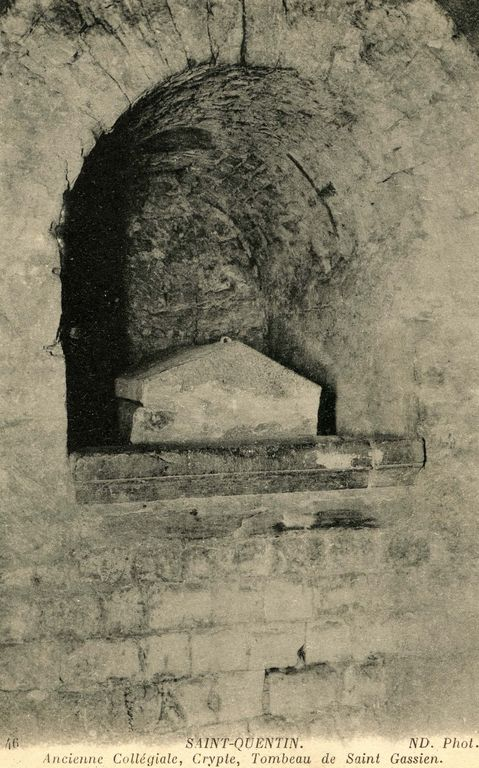
Sarcophage de saint Cassien, conservé dans la crypte de la basilique de Saint-Quentin et détruit en 1918.

Malgré cela, le roi Robert[Lequel ?] fit restaurer une chapelle à l'endroit ou avait été inhumé le saint évêque.
Très vénéré au  Moyen Âge, il avait de nombreuses fêtes : 1er janvier, 9 février, 2 mai, 16 juillet, 14 novembre, autant de dates que d'événements au cours de sa vie, son arrivée à Autun, son ordination et les diverses dates des translations de ses reliques.
Souvent confondu avec d'autres Cassien (il y a de nombreux Cassien dans l'histoire de l'Église) , il est le saint patron de l'église de Savigny-lès-Beaune depuis 1443, il est aussi le saint patron de trois autres villages en Bourgogne (Côte d'Or): Athie, Ecutigny et Veilly.
Il est fété le 5 août.

## Iconographie
- Fresque du XVe siècle, dans l'église de Savigny-lès-Beaune le représentant avec d'autres saints, peut être l'œuvre d'un peintre de l'école de Van der Weyden selon des cartons du peintre dijonnais Pierre Spicre.
- Représentation de Cassien d'Autun (statue et tableau) dans l'Église Saint Cassien de Veilly.
- Statues de Cassien d'Autun encastrées dans les murs extérieurs de deux bâtiments dans le village de Veilly  (maison du mont de Veilly et maison de village).

## Invocation
- Contre toutes les maladies